# Hoplitis insularis
Hoplitis insularis är en biart som först beskrevs av Otto Schmiedeknecht 1885.  Hoplitis insularis ingår i släktet gnagbin, och familjen buksamlarbin. Inga underarter finns listade i Catalogue of Life.